# Gerdy Troost
Gerhardine «Gerdy» Troost (Stuttgart, 3 de març de 1904-Bad Reichenhall, 30 de gener de 2003) va ser una arquitecta alemanya i muller del predecessor d'Albert Speer, Paul Ludwig Troost.

## Biografia

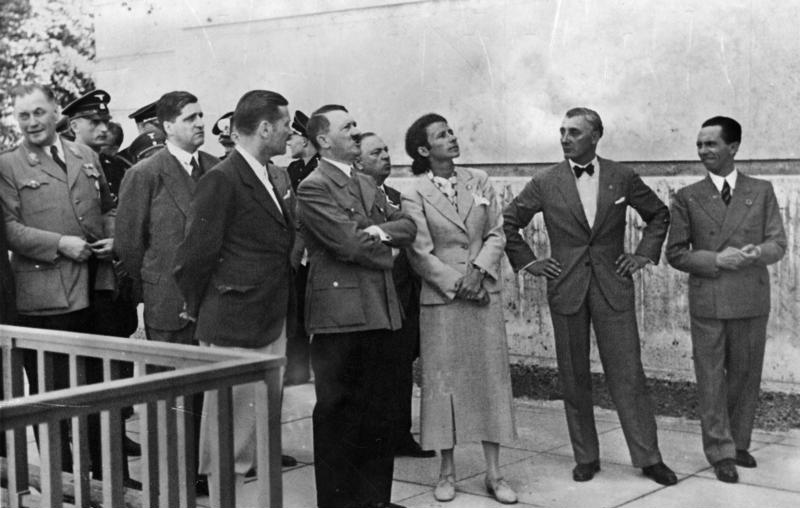
Hitler, Troost, Ziegler i Goebbels recorrent la Haus der Kuntz (5 de maig de 1937).

Era filla d'un comerciant d'art amb seu a Bremen Andresen, qui dirigia diversos tallers d'art en fusta. Després d'abandonar l'escola (1910 a 1920), va treballar en la companyia del seu pare, on va conèixer a Paul Ludwig Troost l'any 1923. Tots dos es van mudar a Múnic l'any següent (1924) i es van casar en 1925. A través del seu espòs, va conèixer a Adolf Hitler l'any 1930 i es va unir al NSDAP l'any 1932.
Després de la mort de la seva parella l'any 1934, Gerdy Troost va continuar administrant la seva oficina d'arquitectura juntament amb el seu exempleat Leonhard Gall. Va supervisar la construcció de la Haus der Kunst (Casa de l'Art Alemany) a la Prinzregentenstraße de Múnic, que el seu espòs havia projectat. A més, va redissenyar la Königsplatz i va ser responsable de diversos «edificis del Führer» i monuments; juntament amb Gall, també va dissenyar l'arquitectura interior de la casa de camp Berghof d'Hitler en el Obersalzberg.
Més tard es va dedicar cada vegada més a l'art i l'artesania i, entre altres coses, va fer obsequis per a Hermann Göring i Benito Mussolini. El 1935 es va convertir en membre de la junta de la Casa de l'Art Alemany. Va ser nomenada professora el 20 d'abril de 1937. L'any 1938 va rebre un lloc d'assessoria a la productora Bavaria Filmkunst GmbH. En el mateix any va publicar el llibre Das Bauen im neue Reich, una obra de referència sobre l’autocomprensió de l'arquitectura nazi.
Fins al final de la guerra va romandre activa a l'àrea d'Hitler com a consultora d'arquitectura. El 1943, va rebre una subvenció de 100 000 Reichsmarks d'Hitler. Com a part de la desnazificació, va ser classificada com a «persona menys incriminada» (Minderbelastete) en la Càmera Principal d'Apel·lacions de Múnic i sentenciada al pagament de 500 DM i deu anys de prohibició professional. Després d'aquest temps, Troost va treballar novament i va viure fins a la seva mort a Schützing (Haiming) a l'Alta Baviera.
Va seguir sent una confident propera i companya de Winifred Wagner fins i tot després de 1945.